# Ragazzi di una banda senza nome
Ragazzi di una banda senza nome è un romanzo per ragazzi di Guido Petter, pubblicato nel 1972 dalla Giunti Marzocco.
La vicenda si svolge sulla sponda lombarda del Lago Maggiore durante la seconda guerra mondiale e i protagonisti sono i ragazzi della banda.

## Trama
La storia è raccontata in prima persona da "Borsa", un ragazzo così soprannominato per la sua capacità incredibile di mangiare i frutti dagli alberi. Si tratta delle avventure di un gruppo di ragazzi che stanno trascorrendo le vacanze sul lago Maggiore impegnati in avventurosi giochi, tentando di affondare la immaginaria nave dei pirati o coinvolti in una piccola guerra con banda rivale, "Le teste di ferro".
Ma nel settembre 1944 in paese arrivano truppe tedesche che si preparano ad attaccare i partigiani, i ragazzi osservano le operazioni fino a quando non si incontrano con un partigiano ferito che chiede loro di aiutarlo.
I ragazzi salvano l'uomo portandolo al sicuro e insieme compiono la missione al posto del partigiano ferito.
Con l'aiuto di un membro delle "teste di ferro" ed utilizzando dei passaggi sotterranei che avevano scavato durante le loro battaglie con l'altra banda, riescono ad accendere dei fuochi in modo da fare delle segnalazioni di pericolo ai partigiani oltre il lago.
Il libro si conclude con l'invasione tedesca alla Zona libera dell'Ossola e con le riflessioni di Alex sulla guerra

## Personaggi
- Borsa: è il protagonista del libro e narra la vicenda in prima persona.
- Alex: è il capo della banda ed è sempre pieno di idee.
- Checco Gambadiragno: è abile e sempre attivo, solitamente è lui ad attuare le idee di Alex.
- Scheletro: è un po' svagato ma ha un ruolo molto importante nella storia.
- Il Gran Lama: è il chiacchierone della banda.
- Gildo: compare poche volte ed è pauroso e arrendevole.

## Edizioni
- Guido Petter, Ragazzi di una banda senza nome, collana Narrativa per la scuola media, Giunti Editore, 1981,  pp. 288, cap. 24.